# (18426) Maffei
(18426) Maffei (1993 YN2) – planetoida z pasa głównego asteroid okrążająca Słońce w ciągu 3,67 lat w średniej odległości 2,38 j.a. Odkryta 18 grudnia 1993 roku.